# Chasmatopterus illigeri
Chasmatopterus illigeri är en skalbaggsart som beskrevs av Jean Pierre Omer Anne Édouard Perris 1855. Chasmatopterus illigeri ingår i släktet Chasmatopterus och familjen Melolonthidae. Inga underarter finns listade i Catalogue of Life.